# Станіславівська греко-католицька єпархія
48°55′00″ пн. ш. 24°42′00″ сх. д. / 48.9167° пн. ш. 24.7° сх. д.
Станіславівська греко-католицька єпархія — єпархія унійної церкви, заснована 1885 року.

## Історія
Зусилля заснувати греко-католицьку станиславівську єпархію були зроблені ще 1805 року єпископом Антонієм Ангеловичем. Проте рішення про заснування нової єпархії було прийнято лише наприкінці 1848 року, коли прохання про її заснування поновили митрополит Михайло Левицький і перемишльський єпископ Григорій Яхимович. Імператорський указ був підписаний Францем Йосифом I 8 травня 1850 року. Це рішення було схвалено папою Левом XIII у папській буллі, виданій 26 вересня 1885 року. Організатором і першим єпископом єпархії був о. Юліан Пелеш.
1945 року комуністична влада ліквідувала єпархію. Вона була відновлена як Івано-Франківська єпархія Папою Іваном Павлом ІІ.

## Організація
- Кафедральний храм — собор Воскресіння Христового в Івано-Франківську.